# أندريس روميرو (لاعب كرة قدم)
أندريس روميرو (بالإسبانية: Andrés Fabricio Romero) (21 ديسمبر 1989 في الأرجنتين - ) هو لاعب كرة قدم أرجنتيني في مركز الوسط. شارك مع منتخب الأرجنتين تحت 20 سنة لكرة القدم. أما مع النوادي، فقد لعب مع أرجنتينوس جونيورز وإمباكت مونتريال ونادي كريسيوما ونادي تومبينس ونادي ناوتيكو.

## وصلات خارجية
- أندريس روميرو على موقع الدوري الأمريكي (الإنجليزية)
- أندريس روميرو على موقع قاعدة بيانات كرة القدم.إي يو (الإنجليزية)
- أندريس روميرو على موقع Soccerway.com (الإنجليزية)
- أندريس روميرو على موقع عالم كرة القدم.نت (الإنجليزية)